# Ta’ Ħammud Dolmen
Die vier Ta’ Hammut Dolmen liegen nördlich von Għargħur auf der Insel Malta; von der Küstenstraße bei Qalet Marku (mit dem St Mark’s Tower; einem der De Redin Towers) etwa 200 m landeinwärts. Auf Maltesisch werden Dolmen als l-imsaqqfa (mit einem Dach versehen) bezeichnet. Sie bestehen aus einem roh behauenen Deckstein, der auf zwei oder drei Seiten von Tragsteinen gestützt wird, die meist auf einer ihrer langen Schmalseiten stehen. Unter der Mitte ist der Felsuntergrund ausgearbeitet, so dass eine bis zu 60 cm tiefe Grube entstand. Die Dolmen dienten als Begräbnisstätte (für Brandgräber). Die Megalithanlagen stammen aus der frühen bronzezeitlichen „Tarxien-Cemetery-Phase“ (2500–1500 v. Chr.) Die nächsten Parallelen finden sich in Apulien und auf Sizilien, was die einfache Form angeht auf dem Golan.

## Dolmen A
Der am besten erhaltene ist Dolmen A (Lage), der von einem Deckstein von 2,4 × 1,2 m und 56 cm Dicke bedeckt wird, der rund 50 cm über dem Boden auf mehreren Felsblöcken ruht. Das anstehende Felsgestein unter dem Deckstein wurde ausgehöhlt, um mittig eine Kammer, groß genug für Brandbestattungen zu bilden. Im Jahr 1954 wurden in der Aushöhlung Scherben aus der frühen Bronzezeit gefunden.

## Dolmen B
Der zerbrochene Deckstein des Dolmen B (Lage) liegt zwischen den beiden Tragsteinen am Boden. Er misst 1,72 × 1,27 m und ist 35 cm dick.

## Dolmen C
Dolmen C (Lage) wurde in den maltesischen Nationalsport integriert und zu einem Vogelschießstand umgebaut. Sein Deckstein, jetzt als robuste Rückwand genutzt, misst 2,18 × 1,19 m und ist 55 cm dick.

## Dolmen D
Der vollständig verstürzte Schlussstein von Dolmen D (Lage) liegt in einiger Entfernung von der Kammer. Die Kammer wurde 60 cm tief in das anstehende Felsgestein geschnitten, um mittig Platz für Brandbestattungen zu bilden. Der große Deckstein ruhte (hier offenbar ohne Tragsteinerhöhung) auf der Kammer.